# Simulium capricorne
Simulium capricorne är en tvåvingeart som beskrevs av Leon 1945. Simulium capricorne ingår i släktet Simulium och familjen knott. Inga underarter finns listade i Catalogue of Life.